# Kelly Carlson

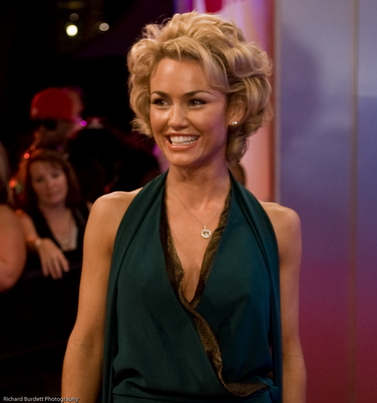
Kelly Carlson

Kelly Lee Carlson (* 17. Februar 1976 in Minneapolis, Minnesota) ist eine US-amerikanische Schauspielerin.

## Leben
Carlson besuchte die katholische Academy of Holy Angels in Richfield, Minnesota. Sie debütierte an der Seite von Kurt Russell und Kevin Costner in der Actionkomödie Crime is King (2001). Im Science-Fiction-Actionfilm Starship Troopers 2: Held der Föderation (2004) spielte sie die Rolle des Gefreiten Charlie Soda. Von 2003 bis 2010 war sie in der Fernsehserie Nip/Tuck – Schönheit hat ihren Preis in der Rolle von Kimber Henry zu sehen. Sie trat ebenfalls in einigen Folgen der Fernsehserie Everwood auf. Im Actionfilm The Marine (2006) spielte Carlson neben John Cena eine der Hauptrollen.
Carlson wohnt in Los Angeles und arbeitet gelegentlich als Fotomodell. Im Jahr 2005 wurde sie auf der Liste Hot 100 der Zeitschrift Maxim aufgelistet. Die vom selben Verlag wie Maxim herausgegebene Zeitschrift Stuff veröffentlichte ein Bild von Carlson auf der Titelseite der Ausgabe vom Oktober 2004.

## Filmografie
- 2001: Crime is King (3000 Miles to Graceland)
- 2003–2010: Nip/Tuck – Schönheit hat ihren Preis (Nip/Tuck, Fernsehserie, 82 Folgen)
- 2004: Starship Troopers 2: Held der Föderation (Starship Troopers 2: Hero of the Federation)
- 2004: Paparazzi
- 2004–2006: Everwood (Fernsehserie, drei Folgen)
- 2005: Head Cases (Fernsehserie, eine Folge)
- 2006: The Marine
- 2006: CSI: Den Tätern auf der Spur (CSI: Crime Scene Investigation, Fernsehserie, eine Folge)
- 2006: Break-In (Fernsehfilm)
- 2007: Shadowbox (Kurzfilm)
- 2007: CSI: Miami (Fernsehserie, eine Folge)
- 2008: Verliebt in die Braut (Made of Honor)
- 2008: Player 5150
- 2009: Monk (Fernsehserie, eine Folge)
- 2009–2010: Melrose Place (Fernsehserie, vier Folgen)
- 2010: Castle (Fernsehserie, Folge 2x20 Die Late Night Jungs)
- 2010: Supernatural (Fernsehserie, eine Folge)
- 2010: Ghostfacers (Fernsehserie, sieben Folgen)
- 2012: The Finder (Fernsehserie, Folge 1x10 Eine heiße Spur)
- 2013: Der Junge, der nicht lügen konnte (Jimmy)
- 2020: The Reason